# ピーターソン (パイプ)
ピーターソン社はアイルランドにあるパイプ及び喫煙具のメーカー。

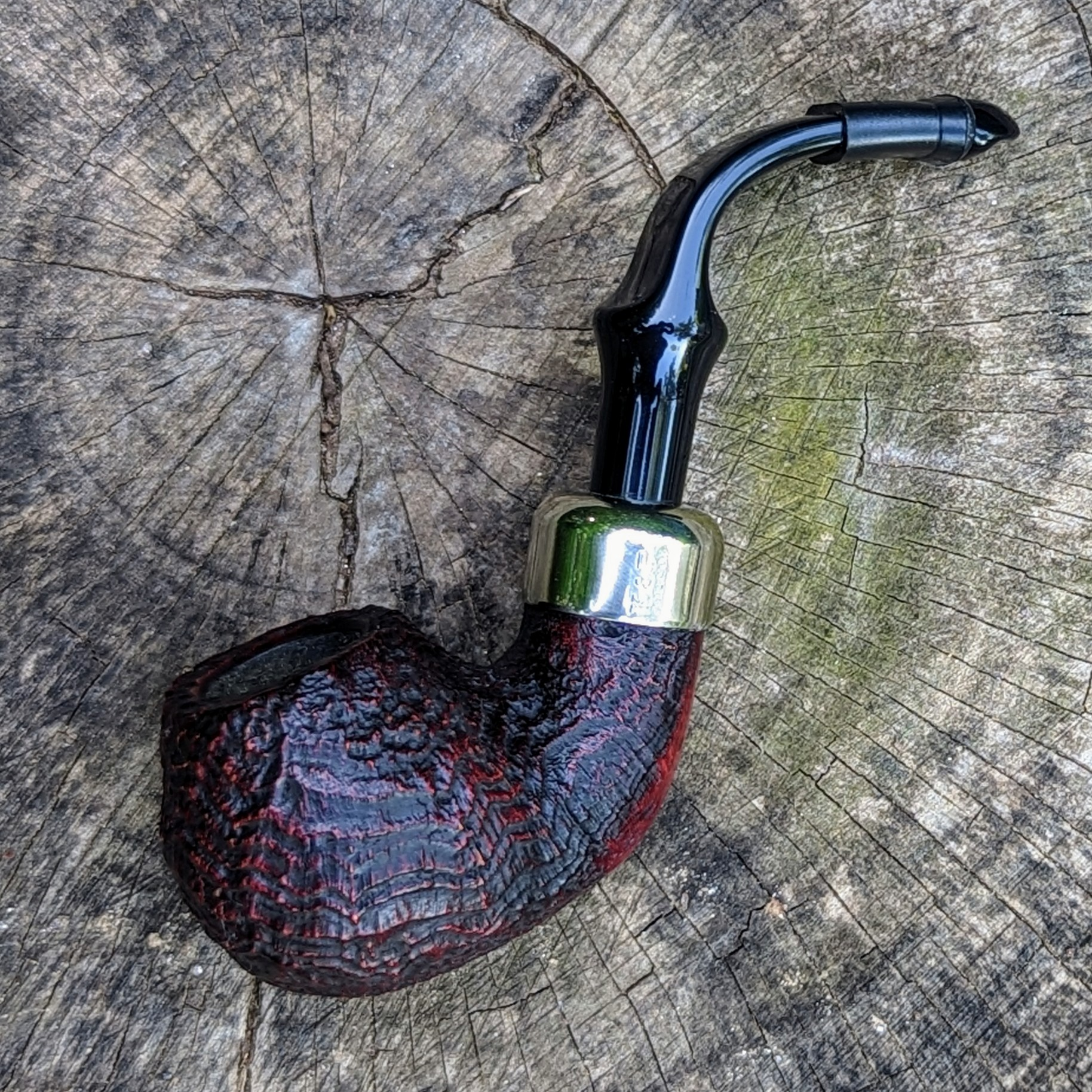
ピーターソン・システム・スタンダード

## 歴史
1865年、ニュルンベルクからアイルランドに移民したドイツのフリードリッヒ・カップとハインリッヒ・カップは、ダブリンのグラフトン・ストリートに有名なカップ兄弟社の店を創業した。その直後、ラトヴィア人移民のチャールズ・ピーターソンがカップの工房に立ち寄ると、自分なら彼らよりも良いパイプを作れると宣言した。パイプに対する想像力豊かな才能と職人としての素養を武器に、ピーターソンは自らの正しさを証明しただけでなく、設立間もない会社の3人目のパートナーとなった。
1890年に、パイプ内にジュース溜まりを設けた「ピーターソン・システム」で特許を取り発売、社名をカップ・アンド・ピーターソン社と改名する。その後、1898年に「ピーターソン・リップ」で特許を取り、「アーミー・スタイル」と呼ばれるシャンクに金属を巻く方法で、ヘヴィー・デューティーにも対応出来るよう開発を続けた。

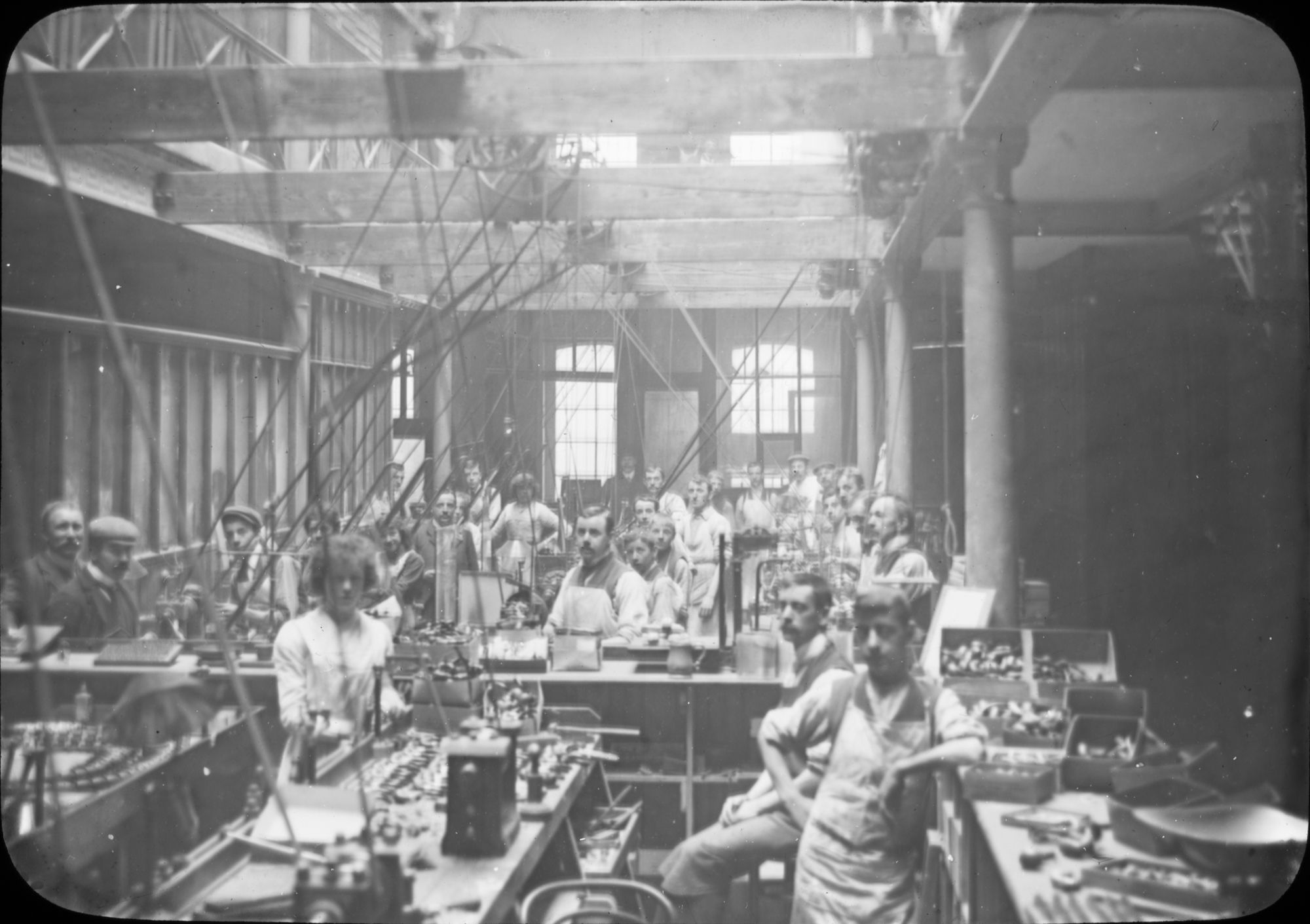
1911年頃の製造現場の様子。

元々は53 Grafton Streetを拠点としていたが、1916年のイースター蜂起の直後にBachelors Walkとの角にある56 Lower Sackville Street（現在のO'Connell Street）に移転した。 Kapp & Peterson Ltdの名前は今でもこの建物の欄干に見ることができ、KPの文字は店先の木製の羽目板で形成されている。
30年間、ピーターソンはトーマス・パーマーによって経営され、年間約10万本のパイプを製造し、世界中に流通していた。2018年、Smokingpipes.comとCornell & Diehlの親会社であるLaudisi Enterprisesは、ピーターソンを買収すると発表した。
日本国内の輸入販売元は「柘製作所」。

## パイプ

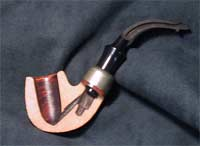
ピーターソン・システムの断面図

ピーターソン・システムとは、煙道の下部にジュース溜まりを設け、リップから口内へのジュース戻りを克服した物である。ボウルの煙は、２分割された煙道の方を通り、やがてジュース溜まり穴と合流してリップへと運ばれる。そのために非常に吸いやすく、初心者でも安心な工夫がされている。そのため、ピーターソンのパイプはシャンクが大きい。
ピーターソン・リップとは、通常リップの正面に空けられている煙出口を、リップの上部に空ける事によって、煙が直接舌先に当たるのを防ぎ、舌のピリピリ感を軽減したものである。
ピーターソンは、アーミー・フィルター、アラン、デラックス・システム、ドネガル・ロッキー、ドラキュラ、ハープ、キルデア、シャーロック・ホームズ、システム・スピゴット、システム・スタンダードなど、さまざまなパイプを製造している。また、クリスマス、ハロウィーン、セント・パトリックス・デーを祝う毎年恒例のホリデー・パイプとともに、パイプ・オブ・ザ・イヤーも製造している。

## パイプたばこ
ピーターソンは、人気のあるアロマティックブレンド（コニッサーズ・チョイスなど）、バーレー／バージニアベースのブレンド（シャーロック・ホームズなど）、英国スタイルのブレンド（オールド・ダブリンなど）など、様々なブレンドのパイプタバコを生産していた。2018年7月、スカンジナビアン・タバコ・グループはピーターソンの親会社であるKapp & Peterson Limitedからピーターソンのパイプタバコブランドと事業を買収したと発表した。同月、Laudisi Enterprisesは残りのピーターソン事業、すなわちパイプ工場と小売店の買収を発表した。
2019年に、ダンヒルがパイプたばこの製造を終了した箏によって、スカンジナビアン・タバコ・グループはダンヒルパイプたばこのレシピと銘柄の使用権を買収、一部の銘柄をピーターソンの銘柄に移行して販売している。
- マイミクスチャ965
- ナイトキャップ
- アーリーモーニング
- ロイヤルヨット
- フレイク
- スタンダードミクスチュア

等